# Dongfeng Fengxing Joyear
Der Dongfeng Fengxing Joyear ist ein Van des chinesischen Automobilherstellers Dongfeng Liuzhou Motor, der der Dongfeng Motor Corporation angehört. Die Marke ist Dongfeng, die Submarke Fengxing. Der Joyear wurde in China im Oktober 2007 eingeführt. 2011 folgte mit dem Joyear LV eine Crossover-Version. 2013 wurde das Fahrzeug überarbeitet.

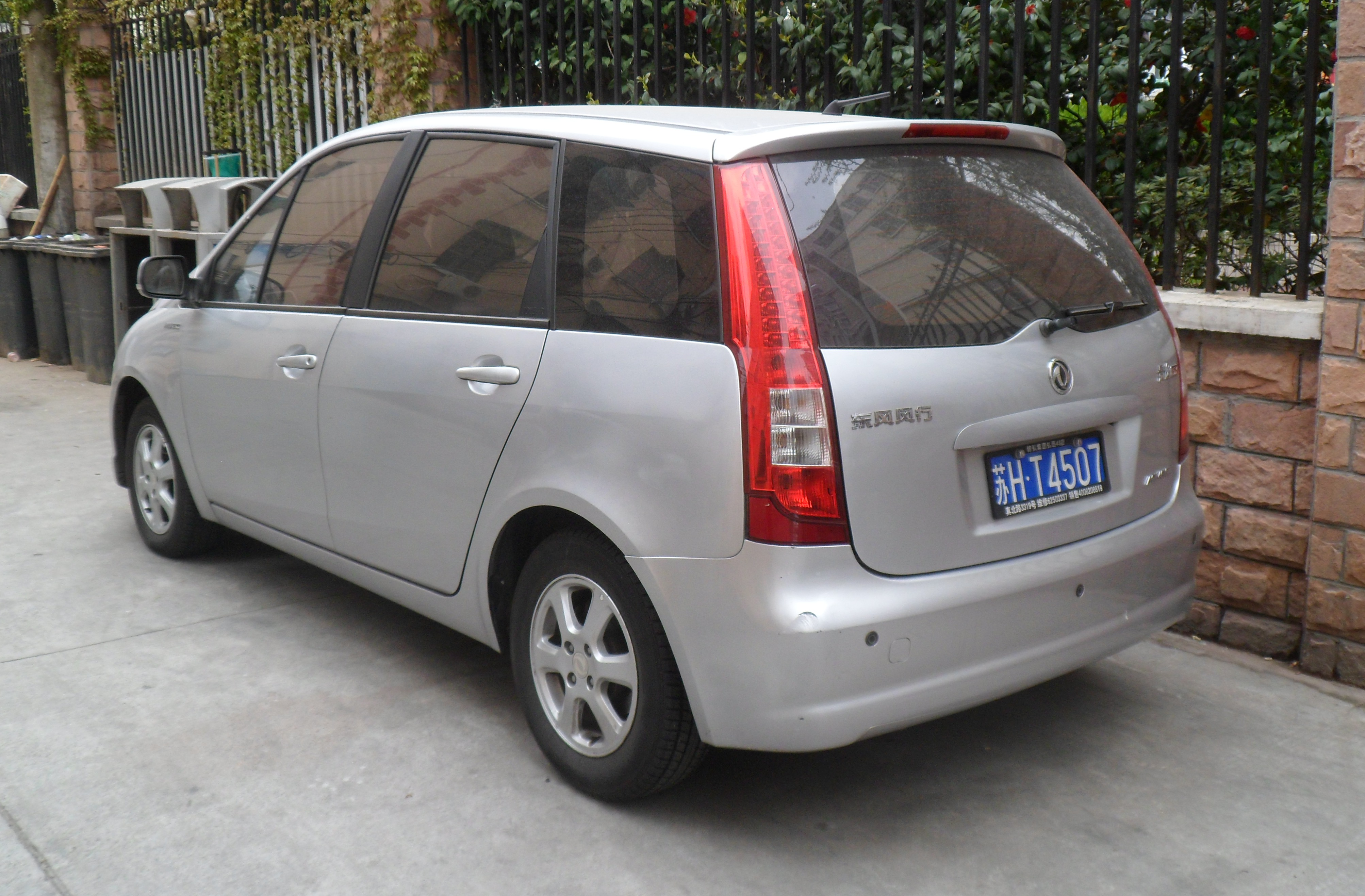
Heckansicht
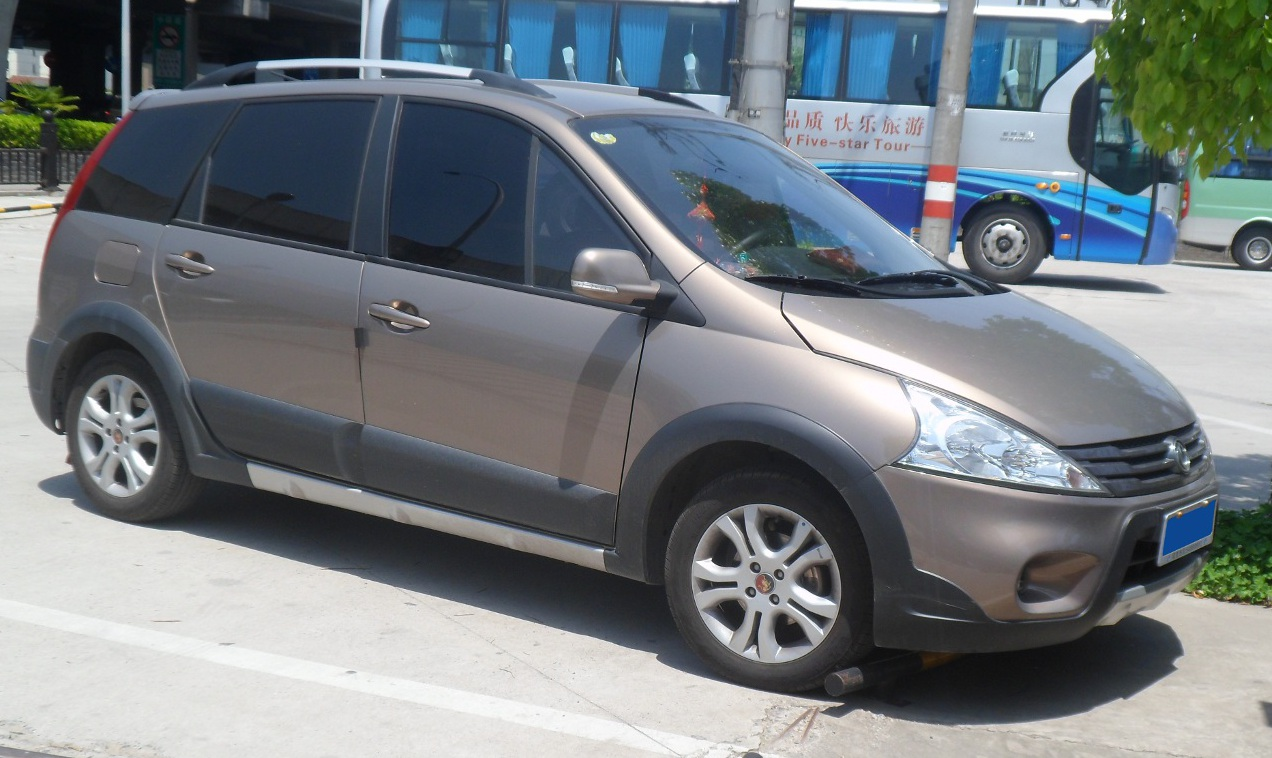
Dongfeng Fengxing Joyear LV (2011–2013)

Angetrieben wird das Fahrzeug von einem 1,5-Liter-Ottomotor mit 90 kW (122 PS).